# 692 TCN
692 TCN là một năm trong lịch La Mã.